# Segeberger Forst

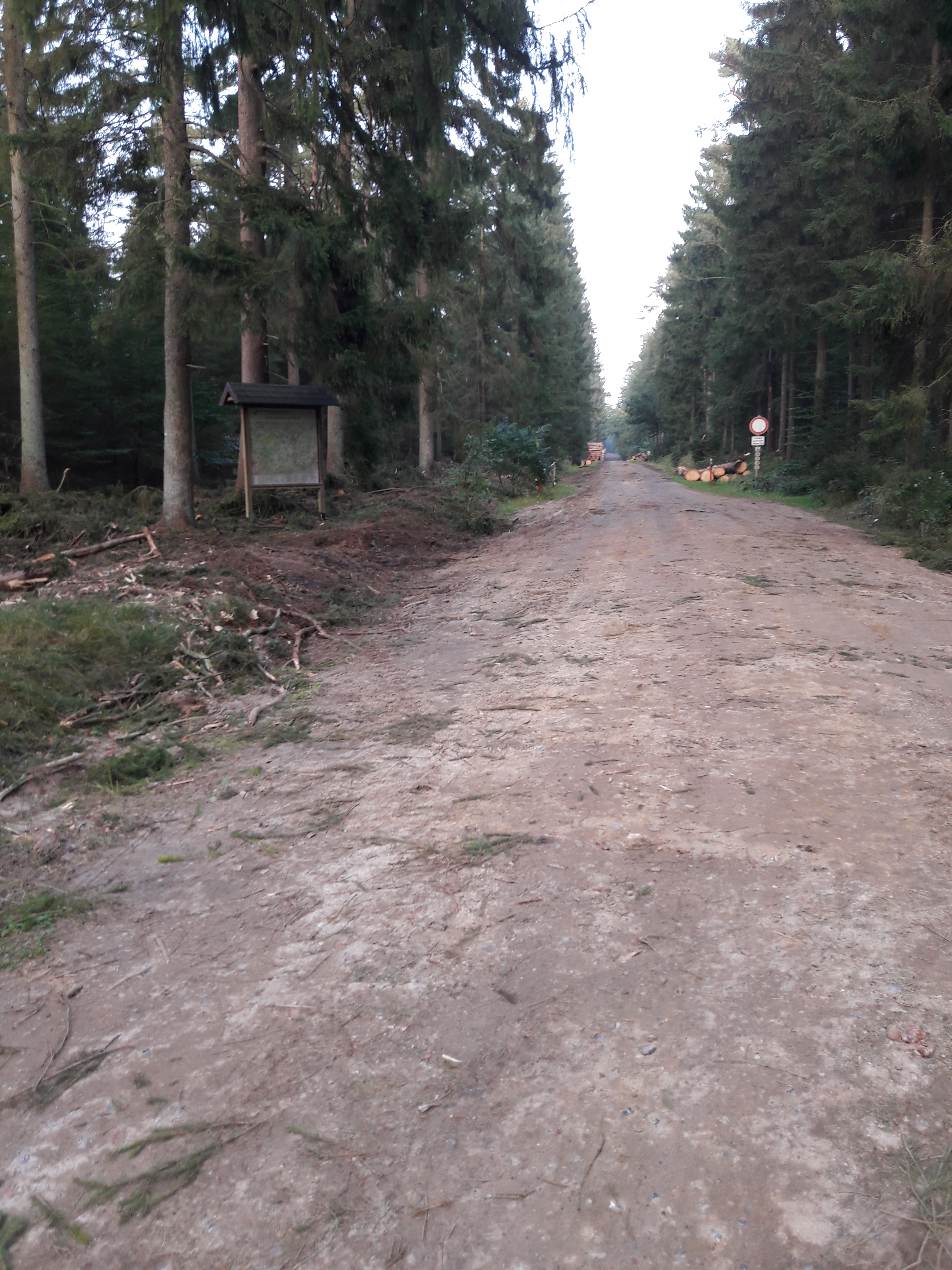
Segeberger Forst

Der Segeberger Staatsforst – früher Segeberger Heide – liegt im Kreis Segeberg, hat eine Fläche von über 4.000 ha und ist damit hinter dem Sachsenwald das zweitgrößte zusammenhängende Waldgebiet in Schleswig-Holstein. Im 16. und 17. Jahrhundert wurden große Flächen zur Weiterverarbeitung abgeholzt. Dadurch entstand die sogenannte Segeberger Heide. Durch Aufforstung überwiegt wieder der Wald. Das Naturschutzgebiet Barker Heide ist Rest der Segeberger Heide. Das Forstgebiet entspricht etwa dem gemeindefreien Gebiet Forstgutsbezirk Buchholz. Der Bestand umfasst Fichten-, Kiefern- und Lärchenbestände, aber auch Buchen- und Eichenbestände sind zu finden. Durchzogen wird der Segeberger Forst von der Bundesstraße 206 zwischen Bad Segeberg und Bad Bramstedt, der Kreisstraße 78 und der K102. In Heidmühlen entsteht hier durch den Zusammenfluss von Radesforder Au und Rothenmühlenau die Osterau. 
Im Juli 2012 wurde durch eine Fotofalle der erste Wolf seit 200 Jahren in Schleswig-Holstein im Forst nachgewiesen. Seit 2023 lebt dort ein Wolfsrudel.